# Listă de filme idol: Y
Aceasta este o listă de filme idol în ordine alfabetică. Vedeți Listă de filme idol pentru lista principală.
| Film                                       | An   | Regizor           | Surse             |
| ------------------------------------------ | ---- | ----------------- | ----------------- |
| Y tu mamá también (And Your Mother Too)    | 2001 | Alfonso Cuarón    | [ 1 ]             |
| Yellow Submarine                           | 1968 | George Dunning    | [ 2 ]             |
| Les Yeux Sans Visage (Eyes Without a Face) | 1960 | Georges Franju    | [ 3 ]             |
| Yōjū Toshi (Wicked City)                   | 1987 | Yoshiaki Kawajiri | [ 4 ]             |
| You Are What You Eat                       | 1968 | Barry Feinstein   | [ 5 ] [ 6 ] [ 7 ] |
| Young Frankenstein (Tânărul Frankenstein)  | 1974 | Mel Brooks        | [ 8 ]             |